# Longwy-sur-le-Doubs
Pour les articles homonymes, voir Longwy (homonymie).
Longwy-sur-le-Doubs est une commune française située dans le département du Jura, dans la région culturelle et historique de Franche-Comté et la région administrative Bourgogne-Franche-Comté.
Dans la région, le nom se prononce /lɔ̃vi/, c'est-à-dire avec le w prononcé comme un v.

## Géographie

### Climat
Pour des articles plus généraux, voir Climat de la Bourgogne-Franche-Comté et Climat du département du Jura.
En 2010, le climat de la commune est de type climat océanique dégradé des plaines du Centre et du Nord, selon une étude du Centre national de la recherche scientifique s'appuyant sur une série de données couvrant la période 1971-2000. En 2020, Météo-France publie une typologie des climats de la France métropolitaine dans laquelle la commune est exposée à un climat semi-continental et est dans la région climatique  Bourgogne, vallée de la Saône, caractérisée par un bon ensoleillement (1 900 h/an), un été chaud (18,5 °C), un air sec au printemps et en été et des vents faibles. 
Pour la période 1971-2000, la température annuelle moyenne est de 10,9 °C, avec une amplitude thermique annuelle de 17,6 °C. Le cumul annuel moyen de précipitations est de 918 mm, avec 11,5 jours de précipitations en janvier et 8,2 jours en juillet. Pour la période 1991-2020, la température moyenne annuelle observée sur la station météorologique de Météo-France la plus proche, « Tavaux Sa », sur la commune de Tavaux à 10 km à vol d'oiseau, est de 11,7 °C et le cumul annuel moyen de précipitations est de 868,7 mm. 
La température maximale relevée sur cette station est de 40,1 °C, atteinte le 7 août 2003 ; la température minimale est de −18,2 °C, atteinte le 20 décembre 2009,,. 
Les paramètres climatiques de la commune ont été estimés pour le milieu du siècle (2041-2070) selon différents scénarios d'émission de gaz à effet de serre à partir des nouvelles projections climatiques de référence DRIAS-2020. Ils sont consultables sur un site dédié publié par Météo-France en novembre 2022.

## Urbanisme

### Typologie
Au 1er janvier 2024, Longwy-sur-le-Doubs est catégorisée commune rurale à habitat dispersé, selon la nouvelle grille communale de densité à sept niveaux définie par l'Insee en 2022.
Elle est située hors unité urbaine. Par ailleurs la commune fait partie de l'aire d'attraction de Dole, dont elle est une commune de la couronne,. Cette aire, qui regroupe 87 communes, est catégorisée dans les aires de 50 000 à moins de 200 000 habitants,.

### Occupation des sols
L'occupation des sols de la commune, telle qu'elle ressort de la base de données européenne d’occupation biophysique des sols Corine Land Cover (CLC), est marquée par l'importance des territoires agricoles (92,7 % en 2018), une proportion sensiblement équivalente à celle de 1990 (92,8 %). La répartition détaillée en 2018 est la suivante : 
terres arables (73,1 %), zones agricoles hétérogènes (11,9 %), prairies (7,7 %), eaux continentales (3,9 %), zones urbanisées (2,7 %), forêts (0,6 %), zones industrielles ou commerciales et réseaux de communication (0,1 %). L'évolution de l’occupation des sols de la commune et de ses infrastructures peut être observée sur les différentes représentations cartographiques du territoire : la carte de Cassini (XVIIIe siècle), la carte d'état-major (1820-1866) et les cartes ou photos aériennes de l'IGN pour la période actuelle (1950 à aujourd'hui).

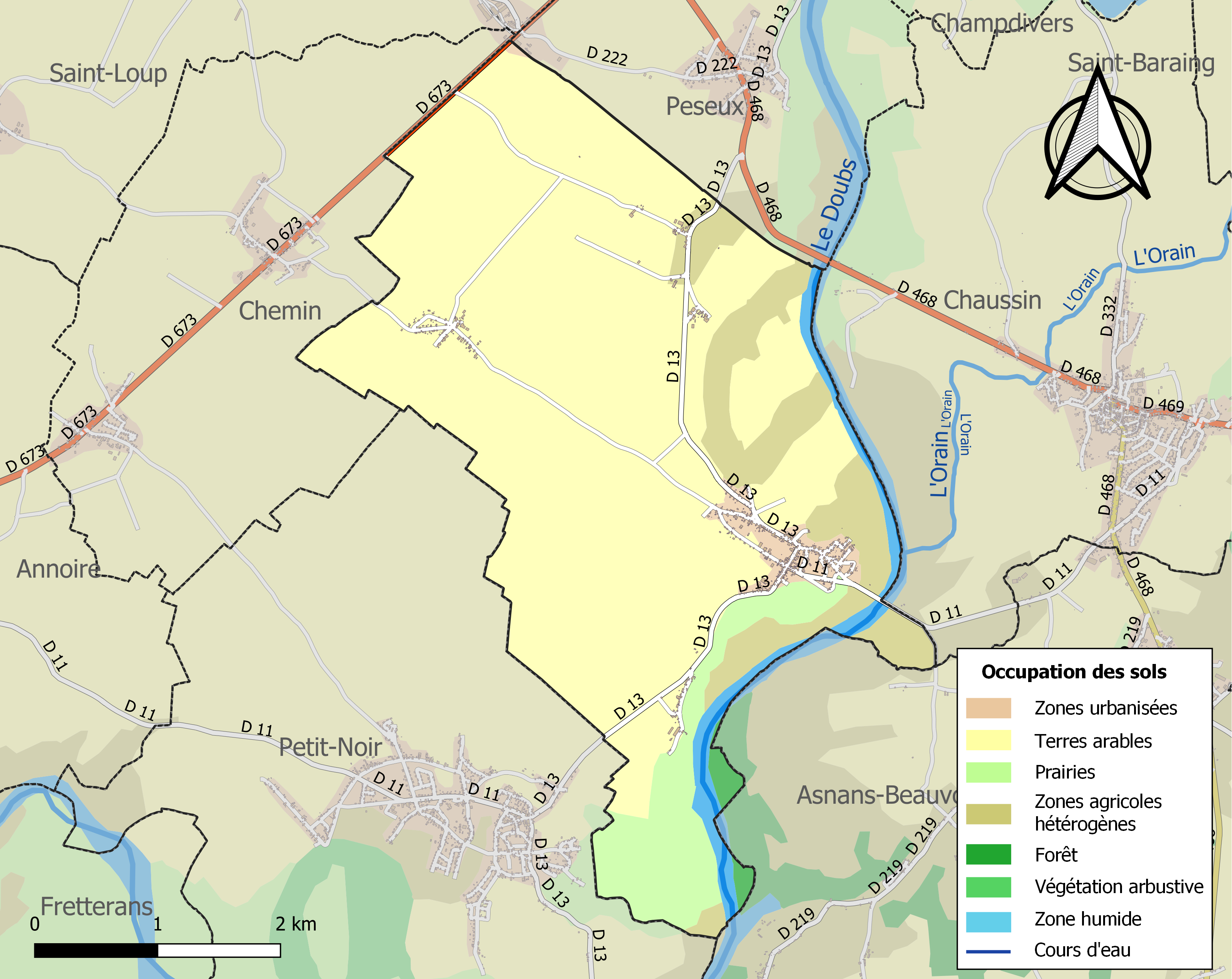
Carte des infrastructures et de l'occupation des sols de la commune en 2018 (CLC).

## Toponymie
Lonvi (1283), Longvy (1793), Longwy (1801), Longwy-sur-le-Doubs (1938).
Composé de l'adjectif long et de vi dérivé du latin vicus, « village ».

## Histoire
Il y avait une seigneurie avec un château qui se trouvait au nord du village. Parmi ses membres, on peut citer Étienne de Longwy et Claude de Longwy (son neveu) qui furent évêques de Mâcon. La tradition citait aussi volontiers le père de Jacques de Molay, dernier grand maître de l'ordre du Temple, assimilé à Jean de Longwy, seigneur du même lieu et de Rahon : mais cette filiation est abandonnée, elle était due à une mauvaise interprétation du fief de Molay, en fait Molay (Haute-Saône) pour la famille du grand maître, et non Molay (Jura ; fief des Longwy).

### Seigneurs
Avec Mathé(e) Ier (ou Mathey, Mathieu ; † 1284), les sires de Longwy/Longvy apparaissent au XIIIe siècle, issus des seigneurs de Chaussin, qu'on présume eux-mêmes sortis des seigneurs de Neublans, ou du moins étroitement apparentés.
- Son fils ou petit-fils Simonin (Simon III) assure la suite des seigneurs principaux, barons de Longwy (la ville et le Bourg Dessous), fondus dans les Maisons de Vienne, Bourgogne-Montagu, Blaisy, Rochechouart, qu'on trouvera exposés plus loin,
- alors que le frère de Simonin, Jean Ier, père de Mathée II, continue les sires de Rahon, probablement aussi seigneurs secondaires de Longwy (le Bourg Dessus) et de Neublans en partie, et qui continuent d'ailleurs à porter le nom de Longwy. Au XVe siècle, ces descendants de Jean Ier et Mathée II hériteront par un mariage des seigneurs de Pagny, Neublans et Binans issus de la Maison de Vienne, avant de se fondre dans les Chabot puis de Lorraine-Guise-Elbeuf) (voir cette lignée à l'article Neublans > Seigneurs : branche de Neublans-Chaussin-Longwy, et : toutes les branches).

La fille de Simonin, Gil(l)e ou Gil(l)ette, épouse en 1288 Hugues V de Vienne (un Neublans d'Antigny ; † 1316), seigneur de Lons en partie et de Seurre, fils de Philippe Ier ou II († vers 1303) et petit-fils d'Hugues (IV) comte de Vienne († 1277). Il s'agit du premier mariage d'Hugues V, vite éteint puisque Gile semble mourir peu après en laissant un fils, Guillaume Ier-II de Vienne ; ce serait une alliance de réconciliation, après la guerre de 1275-1283 entre les Longwy et les Vienne, guerre qui avait conduit à la mort de Simonin en 1283 ; la famille dite de Vienne est en fait une branche, cadette semble-t-il, des Neublans, mais plus aînée cependant que les Neublans-Chaussin-Longwy : il s'agit des Neublans d'Antigny, qui ont la suzeraineté sur Longwy et qui ont hérité des droits sur le comté de Vienne de Béatrice de Mâcon-Vienne, la mère d'Hugues IV (cf. l'article Etienne). 
- le petit-fils cadet de Gile et Hugues V, Jacques Ier de Vienne († 1372), est le fils de Guillaume Ier-II, sire de Seurre et de Longwy, et le frère cadet d'Hugues VI de Seurre (père de Guillaume II). Il est seigneur de Longwy/Longvy en partie — seigneurie principale avec la ville et le Bourg-Dessous —, x Marguerite de La Roche-en-Montagne, dame de Nolay, fille d'Eudes/Odon († 1353) et Jeanne de Frôlois, et petite-fille de Jean de La Roche († 1317) ; parents de : 
  - Jacques II († 1396 à Nicopolis), père de Jean Ier, sire de Longvy († 1399 sans postérité) ;
  - et Jeanne de Vienne, qui succède à son neveu Jean Ier ; x Philibert II de Bourgogne-Monta(i)gu, seigneur de Couches ; parents, entre autres enfants, de : 
    - Jean II de Bourgogne-Montagu (1380-ap.1435), x Isabelle de Mello, fille de Guillaume IV sire de Givry et d'Epoisses
      - Claude (1404-† 1471 au combat de Bussy), seigneur de Couches, Epoisses et Longwy, sans postérité de Louise de La Tour, fille de Bertrand IV

    - et Catherine de Bourgogne-Montaigu, x 1404 Alexandre III de Blaisy, parents de : 
      - Guillaume († sans alliance) et son frère Claude de Blaisy, héritiers de Couches et de Longwy en 1471. Après 1477, Claude fut un chaud partisan de Louis XI contre Marie de Bourgogne. Il était aussi  vicomte d'Arnay (Arnay-le-Duc ?), seigneur de Blaisy-le-Château/-le-Châtel et de Brognon ; x 1486 Louise de La Tour d'Auvergne fille du comte Bertrand VI de La Tour d'Auvergne ;
        - Suzanne de Blaisy, † vers 1544, x 1508 Christophe de Rochechouart-Chandeniers (1486-1549), parents de :
          - René et Claude de Rochechouart, vendent Longwy entre 1544 et 1550 à Henri de Saulx-Vantoux. La fille d'Henri de Saulx, Anne († vers 1583), épousa en 1540 Aimé II de Balay († 1570), ancien chambellan de Marguerite d'Autriche, Grand-bailli de Dole, seigneur de Lavans et Marigna ; ils avaient Longwy dès 1550 (la dot d'Anne) : parents d'Aimé III († avant Anne) et d'Etienne († 1571 à Lépante), co-seigneurs de Longwy, sans postérité. Leurs sœurs étaient Catherine, religieuse cistercienne ; Anne, x Philibert de Joly ; Marie, x Philibert de Pra de Civria (à Bourcia ?), d'où Aimé ; Jeanne, x 1574 Jean d'Andelot de Tromarey, d'où : Elion, et Antoinette femme de Pierre-Louis Perrot. Longwy passe ensuite aux familles de Pra et d'Andelot, mais il y a des ventes dès la fin du XVIe siècle ou au début du XVIIe siècle.

Ainsi des parts sont acquises : par Jean de Marmier (1577), baron de Longwy, fils d'Hugues de Marmier, président au Parlement de Dole ; par Philippe de Pontailler (1617), baron de Longwy, acquéreur sur Alexandre de Marmier, fils de Jean de Marmier ; ou par Louis Pétrey († 1638), acquéreur (1628) sur Elion d'Andelot et sur les Marmier, parlementaire à Dole, seigneur de Champvans, héroïque défenseur de Gray en 1636 contre les Français, fils de Charles Pétrey), père de : Jean-Baptiste (baron de Longwy en 1654-56, seigneur de Chemin), et Suzanne Pétrey (x Léonel Bontemps, d'où Marie Bontemps, dame de Longwy, d'Authume, de Champvans et d'Eclans, femme en 1692 de Claude-François Masson, parlementaire à Besançon). Leur fils Charles-Emmanuel Masson est confirmé en décembre 1745 comme baron de Longwy ; père et grand-père des suivants : Rodrigue-Thérèse-François-César et son fils Jean-Léger-Charles-François Masson, les derniers barons de Longwy.

## Héraldique
|  | Les armes de la commune se blasonnent ainsi : D'azur à la bande d'or. |

## Politique et administration
| Période                                  | Période   | Identité        | Étiquette | Qualité     |
| ---------------------------------------- | --------- | --------------- | --------- | ----------- |
| Les données manquantes sont à compléter. |           |                 |           |             |
| Mars 2001                                | Mars 2008 | Jean Barraux    |           | Agriculteur |
| Mars 2008                                | En cours  | Pierre Thiébaut |           | Gendarme    |

## Démographie
L'évolution du nombre d'habitants est connue à travers les recensements de la population effectués dans la commune depuis 1793. Pour les communes de moins de 10 000 habitants, une enquête de recensement portant sur toute la population est réalisée tous les cinq ans, les populations de référence des années intermédiaires étant quant à elles estimées par interpolation ou extrapolation. Pour la commune, le premier recensement exhaustif entrant dans le cadre du nouveau dispositif a été réalisé en 2007.

En 2022, la commune comptait 493 habitants, en évolution de −3,9 % par rapport à 2016 (Jura : −0,81 %, France hors Mayotte : +2,11 %).
| 1793 | 1800 | 1806 | 1821 | 1831 | 1836 | 1841 | 1846 | 1851 |
| ---- | ---- | ---- | ---- | ---- | ---- | ---- | ---- | ---- |
| 530  | 535  | 612  | 588  | 912  | 931  | 952  | 953  | 974  |

| 1856 | 1861 | 1866 | 1872 | 1876 | 1881 | 1886 | 1891 | 1896 |
| ---- | ---- | ---- | ---- | ---- | ---- | ---- | ---- | ---- |
| 877  | 875  | 864  | 830  | 819  | 800  | 757  | 741  | 697  |

| 1901 | 1906 | 1911 | 1921 | 1926 | 1931 | 1936 | 1946 | 1954 |
| ---- | ---- | ---- | ---- | ---- | ---- | ---- | ---- | ---- |
| 711  | 732  | 745  | 626  | 594  | 593  | 547  | 540  | 513  |

| 1962 | 1968 | 1975 | 1982 | 1990 | 1999 | 2006 | 2007 | 2012 |
| ---- | ---- | ---- | ---- | ---- | ---- | ---- | ---- | ---- |
| 527  | 525  | 491  | 490  | 498  | 496  | 551  | 557  | 525  |

| 2017 | 2022 | - | - | - | - | - | - | - |
| ---- | ---- | - | - | - | - | - | - | - |
| 505  | 493  | - | - | - | - | - | - | - |

## Personnalités liées à la commune
- Claude Ignace Rouget, père de Rouget de Lisle officier français et auteur de la Marseillaise[21]
- Danielle Brulebois, députée de la première circonscription du Jura depuis juin 2017.